# Чапмен (Канзас)
Чапмен (англ. Chapman) — місто (англ. city) в США, в окрузі Дікінсон штату Канзас. Населення — 1377 осіб (2020).

## Географія
Чапмен розташований за координатами 38°58′27″ пн. ш. 97°1′29″ зх. д. / 38.97417° пн. ш. 97.02472° зх. д. (38.974134, -97.024705).  За даними Бюро перепису населення США в 2010 році місто мало площу 2,22 км², з яких 2,22 км² — суходіл та 0,00 км² — водойми. В 2017 році площа становила 2,42 км², з яких 2,42 км² — суходіл та 0,00 км² — водойми.

## Демографія
Згідно з переписом 2010 року, у місті мешкали 1393 особи в 529 домогосподарствах у складі 374 родин. Густота населення становила 627 осіб/км².  Було 572 помешкання (258/км²).
Расовий склад населення:
| - 95,3 % — білих - 1,4 % — чорних або афроамериканців - 0,4 % — корінних американців - 0,4 % — азіатів |

До двох чи більше рас належало 2,2 %. Частка іспаномовних становила 3,0 % від усіх жителів.
За віковим діапазоном населення розподілялося таким чином: 26,7 % — особи молодші 18 років, 56,4 % — особи у віці 18—64 років, 16,9 % — особи у віці 65 років та старші. Медіана віку мешканця становила 38,4 року. На 100 осіб жіночої статі у місті припадало 90,3 чоловіків;  на 100 жінок у віці від 18 років та старших — 87,7 чоловіків також старших 18 років.
Середній дохід на одне домашнє господарство  становив 61 968 доларів США (медіана — 54 554), а середній дохід на одну сім'ю — 72 876 доларів (медіана — 62 969). Медіана доходів становила 43 917 доларів для чоловіків та 32 500 доларів для жінок. За межею бідності перебувало 10,1 % осіб, у тому числі 12,5 % дітей у віці до 18 років та 14,2 % осіб у віці 65 років та старших.
Цивільне працевлаштоване населення становило 600 осіб. Основні галузі зайнятості: освіта, охорона здоров'я та соціальна допомога — 21,8 %, роздрібна торгівля — 18,0 %, виробництво — 12,8 %, публічна адміністрація — 11,8 %.